# Weinebeneïta
La weinebeneïta és un mineral de la classe dels fosfats que pertany al grup de la zeolita. Va ser anomenada en honor de la localitat on va ser descoberta, situada uns 2 km a l'oest del pas de Weinebene, a Koralpe (Caríntia, Àustria).

## Característiques
La weinebeneïta és un fosfat de fórmula química CaBe₃(PO₄)₂(OH)₂·4H₂O. Cristal·litza en el sistema monoclínic. Es troba en cristalls en forma de plaques, aplanats en {001}, allargats paral·lelament a {100} i mostrant les cares {001}, {001}, {110}, {110}, {010} i mitja dotzena més, els cristalls arriben a mesurar 0.5 mm i normalment s'agrupen en rosetes. La seva duresa a l'escala de Mohs és de 3 a 4.
Segons la classificació de Nickel-Strunz, la weinebeneïta pertany a «08.DA: Fosfats, etc, amb cations petits (i ocasionalment, grans)» juntament amb els següents minerals: bearsita, moraesita, roscherita, zanazziïta, greifensteinita, atencioïta, ruifrancoïta, guimarãesita, footemineïta, uralolita, tiptopita, veszelyita, kipushita, philipsburgita, spencerita, glucina i ianbruceïta.

## Formació i jaciments
La weinebeneïta només ha estat trobada al seu lloc de descobriment en fractures en una pegmatita rica en espodumena en roques metamòrgiques d'alt grau; associada a roscherita, fairfieldita i uralolita.